# Xylopia fusca
Xylopia fusca este o specie de plante angiosperme din genul Xylopia, familia Annonaceae, descrisă de Alexander Carroll Maingay, Joseph Dalton Hooker și Thomas Thomson. Conform Catalogue of Life specia Xylopia fusca nu are subspecii cunoscute.